# Sirin

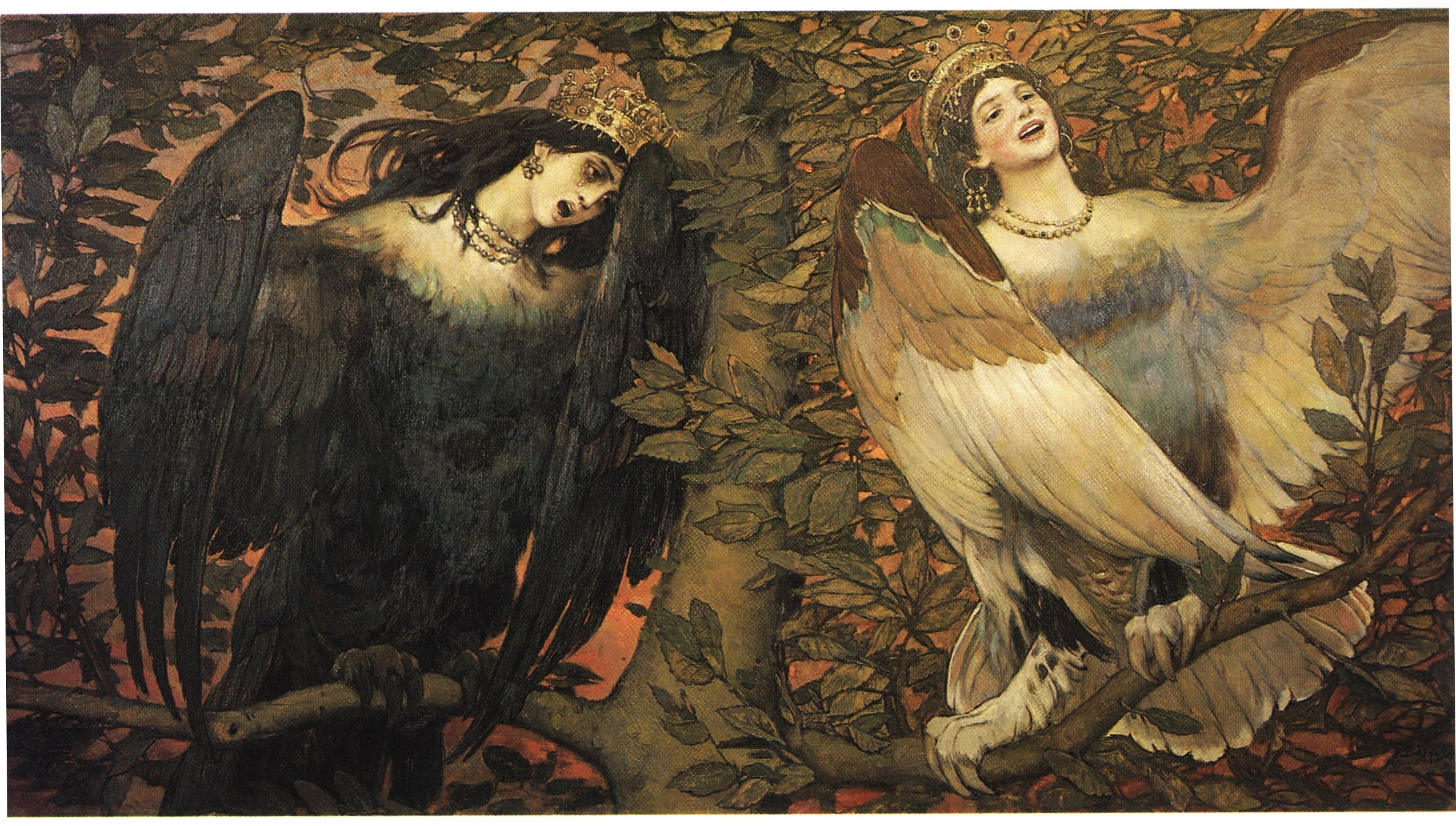
Wiktor Wasniecow – „Sirin i alkonost. Ptaki radości i rozpaczy” (1896)

Sirin (także syrin), ros. сирин (sirin) od gr. Σειρήν (seirēn – syrena) – legendarna istota znana z rosyjskich podań ludowych, przedstawiana jako ptak z głową i piersiami pięknej kobiety.
Według legendy syriny żyją na „ziemi indyjskiej” w pobliżu raju albo w okolicach Eufratu. Stworzenia te nawiązują do opowieści o syrenach z greckiej mitologii. Śpiewają „święte pieśni”, które mówią o szczęściu w przyszłości. Dla człowieka siriny są niebezpieczne: kto słucha ich pieśni, zapomina o ziemskim życiu, spieszy za sirinami i umiera. 
Siriny symbolizują smutek, cierpienie i rozpacz, podczas gdy podobne wyglądem alkonosty, oznaczają szczęście i nadzieję. W przeciwieństwie do alkonostów siriny są nastawione wrogo do człowieka.

## Galeria

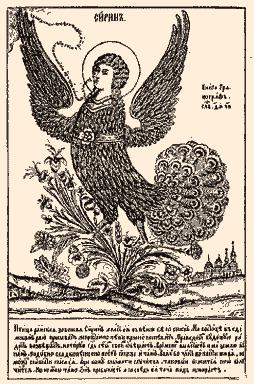
Sirin (Pocztówka z 1908)
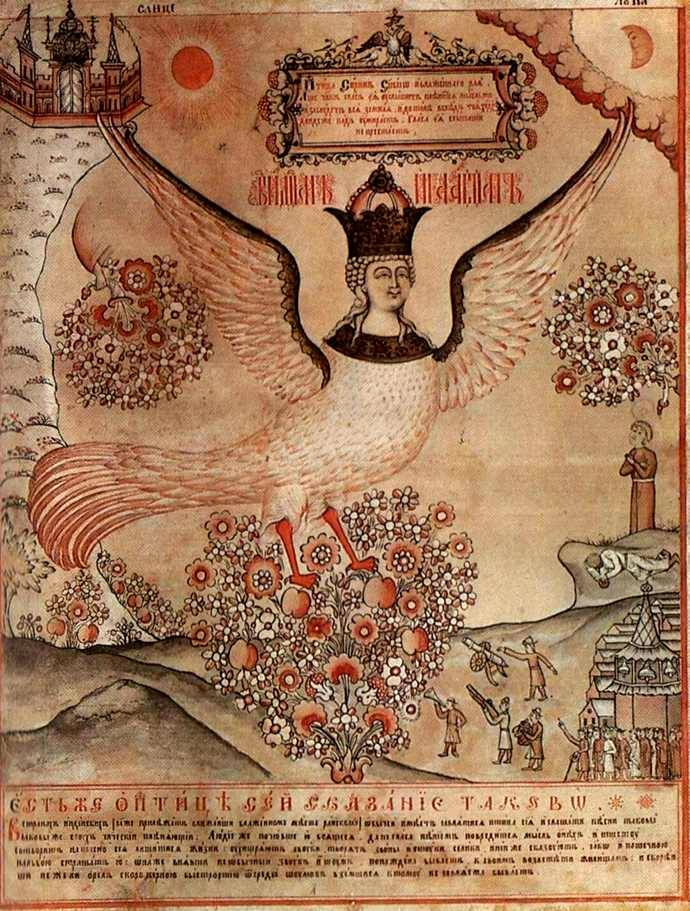
Sirin, XIX w.
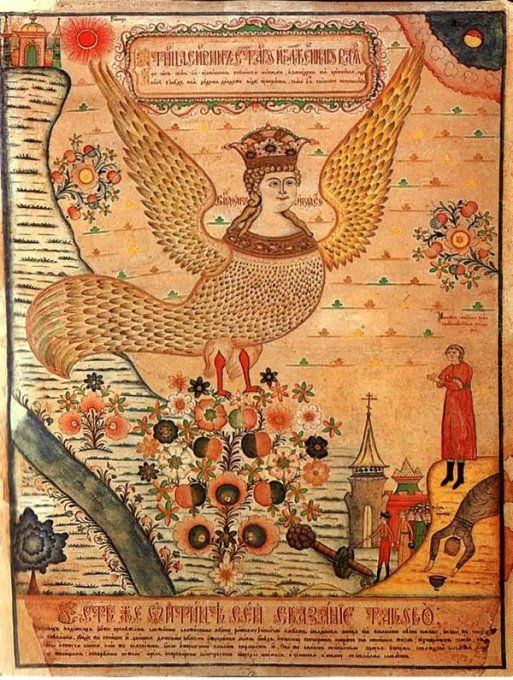
Sirin, również z XIX w.
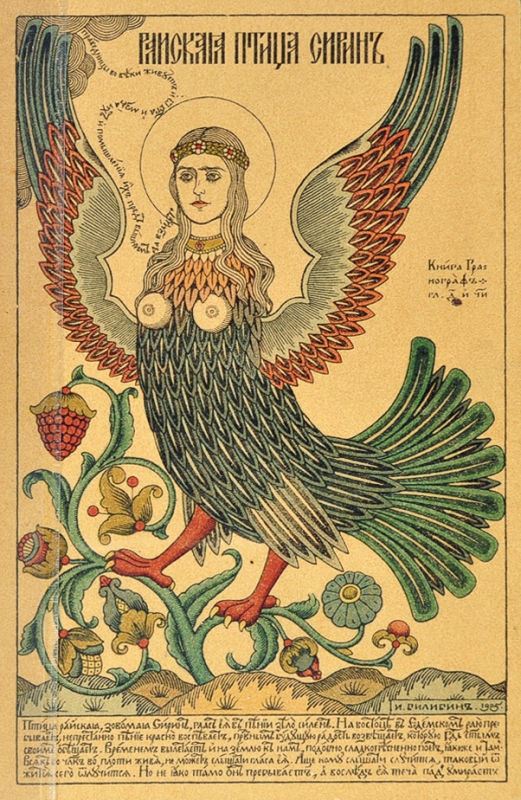
Sirin Iwana Bilibina
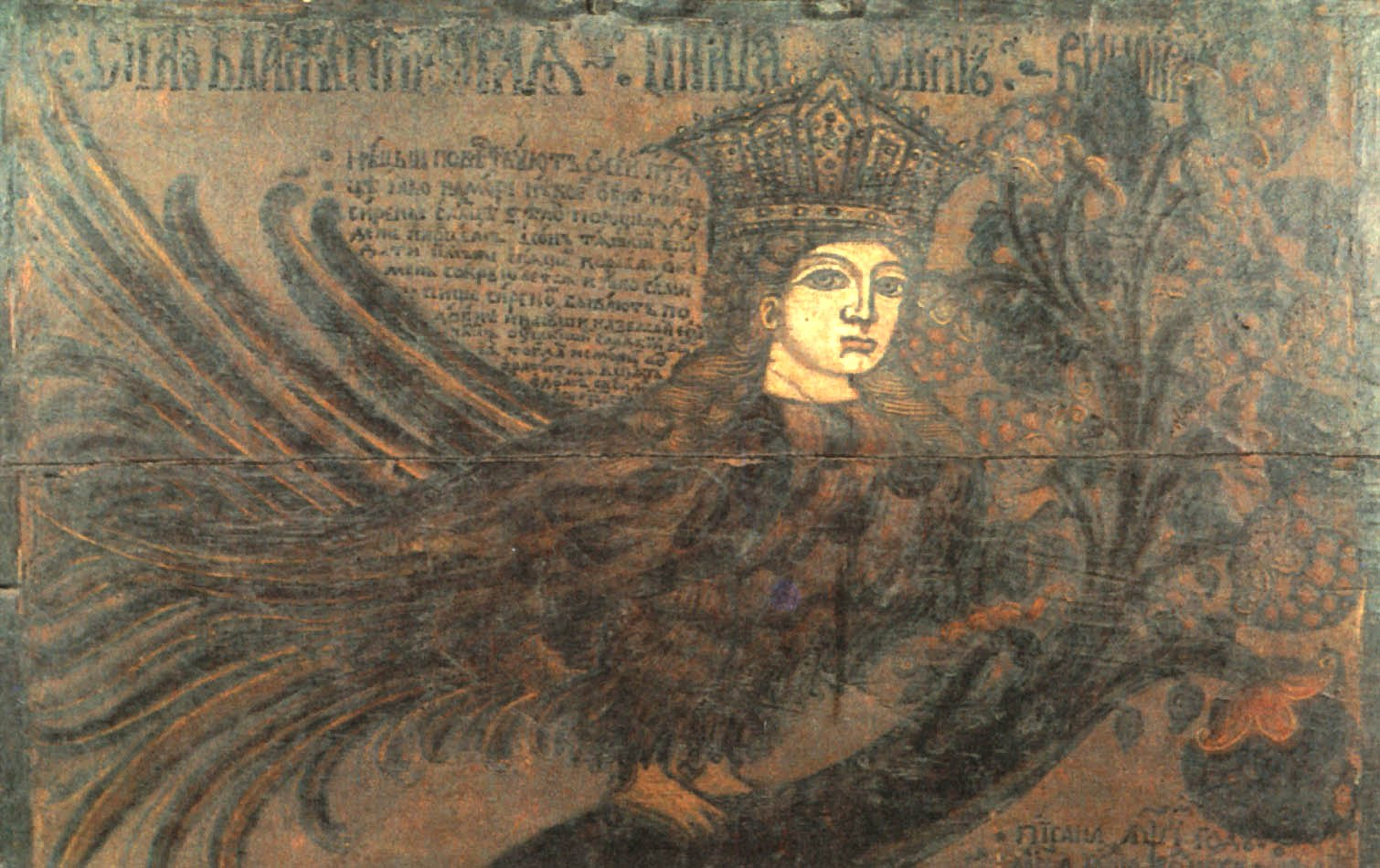
Sirin na winogronach